# Örebro–Skebäcks Järnväg
Örebro-Skebäcks järnväg (ÖSkbJ) var en normalspårig, 4,1 km lång järnväg från Örebro S på stambanan Krylbo-Mjölby, i östlig riktning till Skebäck vid stadens gamla östra hamn i Svartån. Banan finns kvar som ett normalspårigt industrispår.

## Historia
Koncession erhölls av enskilda personer den 31 december 1901.  Den 25 april 1902 överläts den till Järnvägsaktiebolaget Örebro-Skebäck, och öppnades för godstrafik 12 januari 1904. Det har aldrig förekommit någon persontrafik. Byggkostnaden var 200 000 kr. Banan försågs 1908 med en tredje skena för den smalspåriga trafiken från Norra Östergötlands Järnvägar (NÖJ).
Bolaget blev helägt av Örebro stad samma dag som banan öppnades för trafik.  Järnvägen hade inga egna fordon utan trafiken drevs av SJ och NÖJ.
Smalspårstrafiken upphörde 1951 efter att Svenska staten hade köpt NÖJ och SJ flyttade koltransporterna till normalspår mellan Norrköping och Örebro gasverk. Den tredje rälen revs snart upp. Allmän godstrafik lades ner 1/1 1956.
Efter 1965 blev banan industrispår och finns fortfarande kvar. Pappersåtervinningen flyttade 2006 genom markbyte med kommunen till Törsjö i Marieberg och den näst sista godskunden, Örebro pappersbruk, lade ner fabriken under 2010.
Banan är nu något avkortad. Regelbunden trafik går till Mondi Örebro, som tillverkar tätskikt för förpackningar. Fabriken ligger knappt en halv kilometer väster om det tidigare pappersbruket.